# Run Like Hell
«Run Like Hell» ("Carrera Infernal") es una canción escrita por David Gilmour con Roger Waters, grabada y publicado por la banda de rock progresivo Pink Floyd, lanzado el 30 de noviembre de 1979, como parte del álbum "The Wall" y en la película "Pink Floyd: The Wall". La canción sucede desde el punto de vista del antihéroe, Pink durante una alucinación, en la cual se convierte en una figura de un dictador, similar a la Alemania Nazi y convierte una audiencia de un concierto en un grupo turbulento. Manda a todos a asaltar los vecindarios cercanos llenos de minorías.
La música fue escrita por David Gilmour, mientras que las letras fueron por Waters. En la grabación, Waters fue el que cantó (siendo Gilmour el responsable de la repetitiva frase "Run, Run, Run") aunque en las letras suena como si fueran dos personas cantando, ya que tiene el efecto de sonar de diferentes altavoces. La canción posee el único solo de teclado en The Wall (aunque en shows en vivo, Young Lust y Another Brick in the Wall parte 2 también tendrían solos); después de la última línea lírica, un sintetizador repentinamente toma el control sobre el canto de Waters. También en la canción se oye el sonido de la risa maniaca de odio de Pink, el sonido de alguien corriendo, el rechinar de los neumáticos de un automóvil y un fuerte grito.
Esta canción originalmente era mucho más larga, sin embargo tuvo que ser cortada debido a limitaciones de tiempo del formato de vinilo original. Aunque las palabras "You better run like Hell" aparecen varias veces en la letra de la canción, nunca se oyen realmente. Cerca del final, un grito (emitido por Waters) puede ser oído, casi idéntico al de The Happiest Days of Our Lives cuando hace su continuación hacia Another Brick in the Wall (Parte 2), tal vez para compartir lo común del tema de protesta y escándalo, aunque en este caso sea de un tipo opresivo.

## Versión de la película
Pink manda a sus seguidores "Nazis" a perseguir gente pobre y sin apoyo. A los judíos y a la gente de color se les saquean sus hogares y se les destruyen sus tiendas. Una escena muestra una pareja interracial (el hombre es negro, la mujer es blanca) en el asiento de atrás de un auto cuando un grupo de neonazis los interrumpe. El hombre es sacado del auto y golpeado mientras uno de los neonazis le quita sus ropas a la mujer y la viola. (Esto se relaciona principalmente al segmento de la letra: "...'cause if they catch you in the backseat trying to pick her locks / they're going to send you back to your mother in a cardboard box...", que se traduce "...porque si te atrapan en el asiento trasero intentando algo con ella / van a mandarte de regreso a tu madre en una caja de cartón.."). La duración de la canción es reducida nuevamente, con el segundo verso siendo cantado sobre el solo de teclado.
De acuerdo a algunas fuentes, el director Alan Parker contrató skinheads reales para la escena, y las cosas casi se salieron de control durante la escena en que destruyen una cenaduría, continuando su destrucción incluso después de que Parker llamara al corte. También habían empezado a acosar sexualmente a la mujer que atacan en el filme.

## 1987-1994
Cuando Pink Floyd (ya sin Waters) volvió a tocar el tema de nuevo en los tours de 1987/88/89/90 (Momentary Lapse Tour) y 1994 (Division Bell Tour), Gilmour empezaba a tocar su guitarra y los demás hacían que la canción durara más de 6 minutos hasta casi los 9 minutos. La canción fue la final de cierre de dichos tours. Los cantantes principales eran Gilmour, Guy Pratt y las coristas Rachel Fury, Sam Brown, Durga McBroom, su hermana Lorelei, Claudia Fontaine y Margaret Taylor. Fue incluido de los tours (Momentary Lapse Tour álbum en directo: Delicate Sound of Thunder, 7:10.) y (Division Bell Tour álbum en directo: P.U.L.S.E, 8:36.; A Passage of Time (Turín, Italia) 8:41.

### The Wall - Live in Berlin
La canción fue tocada en solitario por Roger Waters el 21 de julio de 1990 en Potsdamer Platz, Berlín, Alemania con Scorpions y Bledding Heart Band. El tema duró 4:51 y en la sección del sintetizador unos hombres bajan del muro como si fuera del estilo gotcha.

## The Wall Live
En la gira de Waters comenzada en 2010, Run Like Hell arranca con Waters diciendo ¿Hay algún paranoico esta noche??, esto es para ustedes de parte de Run Like Hell. Al inicio, el muro es proyectado por las letras en sangre You Better Run, y cuando comienzan a cantar cambia a diferentes imágenes, criticando a los personajes más icónicos del siglo XX y XXI, y como curiosidad cada uno portando un iPod y con una frase empezada en i(en alusión a la manera de escribir iPhone); entre estas imágenes destacan las de un niño con la frase iLearn(yo aprendo), la de Hitler diciendo iLead(yo lidero), la de ovejas diciendo iFollow(yo sigo), la de muertos diciendo iPay(yo pago), entre otros... Durante el solo de teclado las proyecciones se tornan más psicodélicas y casi sin sentido, hasta que se comienzan a proyectar frases en relación con la guerra y la política.

## Versiones
- En 2001, la banda canadiense de metal alternativo Kittie, grabó una versión y fue lanzada en su álbum completo Oracle. En esta versión, la vocalista y guitarrista principal Morgan Lander incorpora el título de la canción dentro de la letra.

- The Disco Biscuits han interpretado "Run Like Hell" en vivo desde 1997.

- En 2011, la banda de metal italiana Mastercastle grabó una versión que fue lanzada en su álbum Last Desire.

- El 6 de marzo de 2019, el bajista de la banda estadounidense de heavy metal Metallica, Robert Trujillo, y el guitarrista Kirk Hammett tocaron la canción durante un concierto en Kansas City, Misuri. El momento fue grabado y subido al canal de YouTube de la banda al día siguiente.

## Personal
- Roger Waters - Voces, bajo, gritos y jadeos
- David Gilmour - Guitarra, címbalos al revés y voces (estribillo)
- Nick Mason — Batería
- Rick Wright — Sintetizador

con
- James Guthrie — Címbalos al revés, jadeos y sonido de "alguien corriendo"
- Bobbye Hall — Bongos y congas
- Phil Taylor — Rechinar de neumáticos